# Calvi (Haute-Corse)
 For alternative betydninger, se Calvi. (Se også artikler, som begynder med Calvi)
Calvi er en by og kommune på Korsika med omkring 5.000 fastboende indbyggere og er dermed den største by i det nordvestlige Korsika (Balagne) i departementet Haute Corse.
Byen har en lufthavn og Korsikas tredjestørste havn med færgeforbindelse til Nice. Fra byen går der tog til L'Île Rousse og videre.

## Turisme og begivenheder
Om sommeren er der en stor tilstrømning af turister, der tiltrækkes af den historiske by med citadellet, af den lange strand, mulighederne for dykning og vandreture i omegnen, blandt andet til halvøen Ravellata.
Calvi har en vindfestival (Le Festival du vent) og en jazzfestival (Le Calvi Jazz Festival).

## Historie
Ifølge den lokale tradition blev Christoffer Columbus født i Calvi, og et hus på byens citadel betegnes som hans barndomshjem.
Det var ud for Calvi, at Lord Nelson mistede synet på det højre øje den 12. juli 1794 under belejringen af Calvi.
Calvi er hjemsted for Fremmedlegionens 2. Faldskærmsregiment.